# 札幌農学校

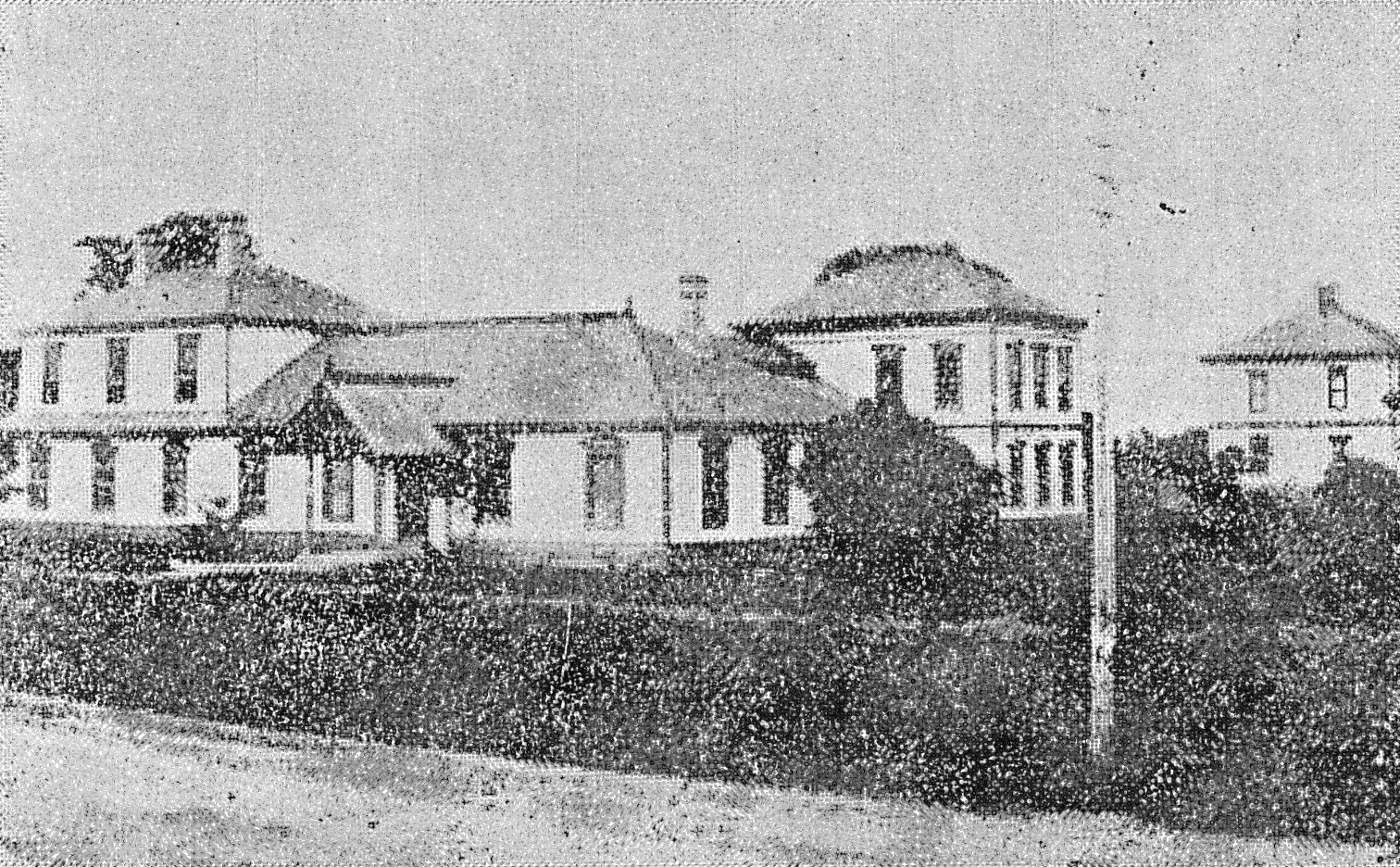
1880年頃の札幌農学校の校舎、一番手前が寄宿舎、その奥が復習講堂（1Fは食堂）、一番奥が化学講堂

札幌農学校（さっぽろのうがっこう、英語: Sapporo Agricultural College）は、明治初期に北海道札幌に置かれた高等教育機関であり、現在の北海道大学の前身である。初代教頭クラークが学長を務めたマサチューセッツ農科大学（Massachusetts Agricultural College）をモデルとして、農学に限らず理学、工学、英文学等幅広い教育を行い、北海道のみならず日本の近代化を支える人材を輩出した。
開校は旧東京大学より1年早い1876年であり、日本で最初期の学位授与機関（事実上の大学）として設立された。札幌農学校は札幌、ひいては北海道の開拓の歴史と密接に繋がっており札幌の発展に伴って規模も拡大し、東北帝国大学農科大学、北海道帝国大学、そして現在の北海道大学へと発展した。
札幌農学校時代の建造物は、現在でも北海道大学構内及び同大学植物園に数多く残されている（後述）。旧演武場と旧寄宿舎は札幌市と北海道にそれぞれ移管され、前者は札幌市時計台として、後者は北海道開拓の村の展示施設としてそれぞれ保存・展示されている。
本項目では、札幌農学校の設立から北海道帝国大学に昇格するまでの歴史をまとめて記述する。

## 開拓使仮学校
1869年（明治2年）、札幌本府の建設が始まった。建設開始以前に札幌に住んでいた和人は2家族。
1872年5月21日（明治5年4月15日）、東京・芝増上寺の方丈25棟を購入して開拓使仮学校（初代校長は荒井郁之助）が設置された。北海道開拓に当たる人材の育成を目指し、後に札幌に移して規模も大きくする計画であったから、仮学校とよばれた。
初年度全生徒数は120名（官費生60、私費生60）で、年齢により普通学初級（14歳以上20歳未満）と普通学2級（20歳以上25歳未満）に割り振り、後に専門の科に進ませた。

### 開拓使女学校→札幌女学校
明治5年9月19日（1872年10月21日）、開拓使仮学校内に女学校を開設した。学生は官費生50名（うち札幌本庁管内から9人、函館支庁管内から6人）であった。教師としてオランダ人女性教師2名が雇われ、「語学筆算地理学史学婦人ノ手業」などヨーロッパの小学生一般の学科が教えることとなった。
1873年（明治6年）4月に「入校証書」が示されると、卒業後5年間開拓使に勤務することや、北海道在籍者と結婚することを義務付ける文面であったために、生徒の動揺が激しく転学者が相次いだ。さらに1874年（明治7年）に札幌へ移転することが決定されたが、おりしも腸チフスの発生による学校閉鎖中であったこともあり、生徒・教員の間に混乱が発生し、退学者・退職者が続出した。
1875年（明治8年）8月24日、札幌の脇本陣（現在の札幌市中央区南1条西3丁目）に移転し「札幌女学校」と改称した（生徒35人）。しかし、女子生徒と官員とのスキャンダルなどが発生したことから、開拓大判官松本十郎は「卒業生を出しても用いるところがなく、万事整っていない北海道に女学校は時期尚早である」（大意）と建言した。これを受け、1876年（明治9年）5月2日に札幌女学校は廃校となった。
卒業生に広瀬常（のち森有礼の妻）らがいる。一時在籍者としては堀川トネ（函館出身、のちにジョン・ミルンの妻）、廃校により他校に移った者に平岡龍子（のちに銀座教会伝道師）がいる。教師には篠田雲鳳（女性漢詩人）がいた。

### 日本初となる野球の試合
1873年（明治6年）2月、アメリカ人のアルバート・ベイツ（Albert G. Bates）が東京芝の増上寺の広大な境内の中にあった開拓使仮学校の語学教師として来日。ベイツは米国から持参したボール3個とバット1本で野球を教え、ベイツの審判で生徒によるチームでの試合が行われた。これが日本で最初の野球の試合と言われている。

## 札幌農学校
1875年（明治8年）5月、最初の屯田兵が札幌郊外の琴似兵村に入地した。また、札幌本府建設から5年が経過して町の形成が取れ始めた北海道石狩国札幌郡札幌（現在の札幌市中央区北2条西2丁目）付近に仮学校が東京から移転し、同年7月29日に札幌学校と改称した。この期に開拓使札幌本庁学務局所管となり、続いて9月7日に開校式を行った。
1876年（明治9年）8月14日、札幌学校は札幌農学校と改称して開校式を挙行し（正式改称は同年9月）、学制（明治5年太政官布告第214号）の規定に基づく学士の称号の授与権限が付与された。なお、8月24日には女学校も札幌に移転し開校したが、翌1877年（明治10年）には廃校になった。この女学校校舎は元の脇本陣を利用したもので、1879年（明治12年）1月17日に開拓使札幌本庁舎が全焼したあと、1888年（明治21年）12月14日に北海道庁の赤レンガ庁舎ができるまでの間、開拓使、札幌県及び北海道庁の庁舎として使用された。現在の札幌市中央区南1条西4丁目（三越札幌店付近）にあった。

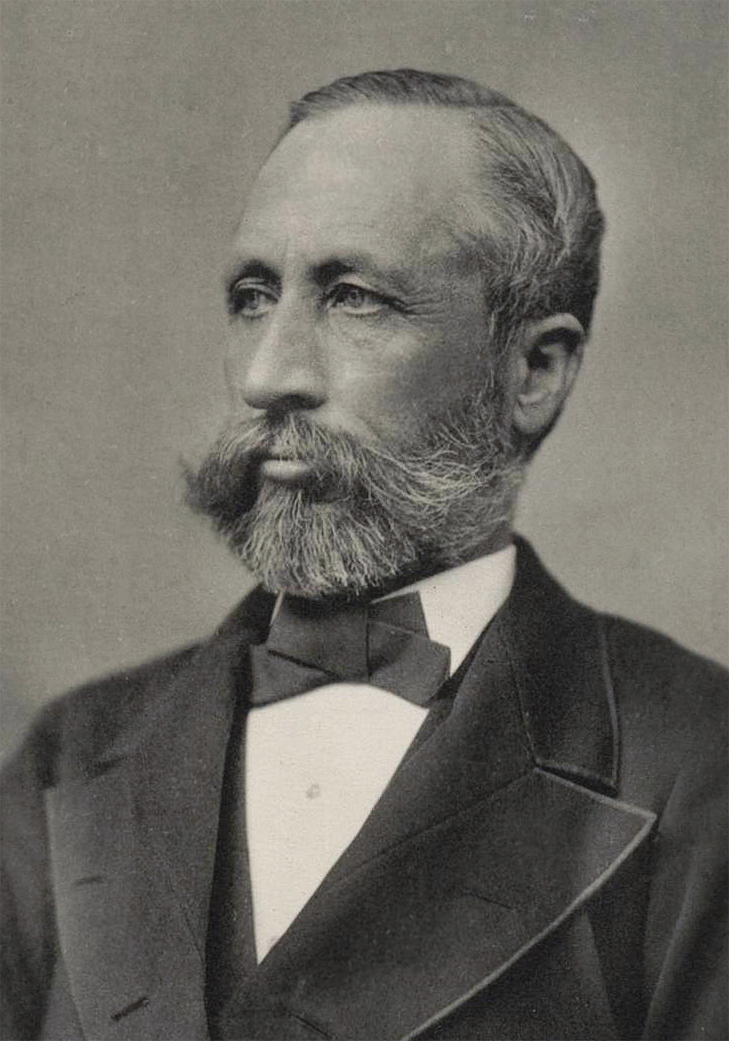
ウィリアム・スミス・クラーク

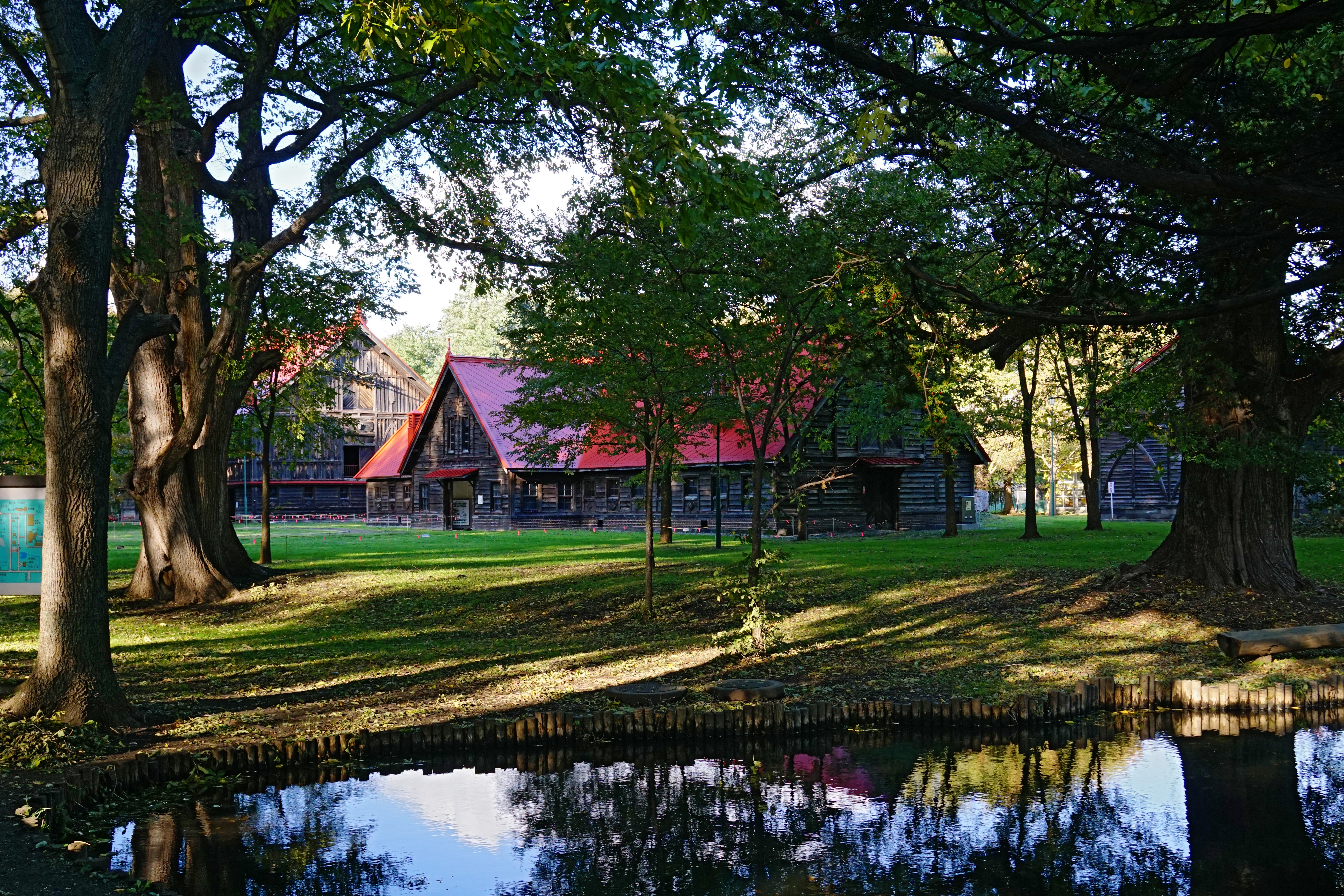
札幌農学校第2農場
（国の重要文化財）

札幌農学校の初代教頭（事実上の校長）にはマサチューセッツ農科大学学長のウィリアム・スミス・クラークが招かれ。、第一回試験の合格者のうち24人が入学した。クラークは一年間の休暇を得て来日したため滞在はわずか8ヶ月であったが、彼に直接科学とキリスト教的道徳教育の薫陶を受けた1期生からは、佐藤昌介（北海道帝国大学初代総長）や渡瀬寅次郎（東京農学校講師、実業家）らを輩出した。
クラーク離札後は、彼の招聘した三人のマサチューセッツ農科大学卒業生のひとり、ウィリアム・ホイーラーが教頭となった。その後もデビッド・P・ペンハロー、ウィリアム・ブルックスとマサチューセッツ農科大学出身者が教頭心得となってクラークの精神を引き継ぎ、2期生からは新渡戸稲造（教育者）、内村鑑三（思想家）、広井勇（土木工学）、宮部金吾（植物学）、伊藤一隆（官吏）らを出した。彼らの教え子は「札幌バンド」と呼ばれ、北海道開拓のみならず、その後の日本の発展に大きな影響を与えた。
1～5期生の多くが官立英語学校（元外国語学校 (明治初期)）で学んでおり，いわば継続的イマージョン・プログラムで培った英語力で後に各界に飛躍した。
クラークやホイーラーが教頭として赴任していた頃においても名目的な校長職は存在しており、調所広丈（初代）は開拓使関連の多くの要職のうちの一つとして兼務していた。
1879年（明治12年）に幌内炭鉱（幌内村。現・三笠市）が開山し、石炭積出港となる小樽港までの区間に官営幌内鉄道の建設が始まる。1880年（明治13年）11月28日、札幌・札幌駅 - 小樽・手宮駅間が新橋駅 - 横浜駅間、大阪駅 - 神戸駅間に続く鉄道として開通した（同年札幌区設置）。1882年（明治15年）11月13日には手宮駅 - 幌内駅間が全通（→幌内線、函館本線、日本の鉄道史）。

### 開拓使廃止後
1882年（明治15年）、北海道の人口は20万人を越え、開拓使が廃止されて函館県・札幌県・根室県の3県が設置された。また、札幌農学校は第三期生を輩出するが、その時には農商務省の管轄になった。
鉄道開通により、札幌は小樽港という外港を得て、政治面のみならず流通・経済でも中心地となっていき、以後函館に代わって札幌と小樽が道内の中心都市としての地位を築き上げていくことになる。
1884年（明治17年）、伊藤博文の命で北海道視察に訪れた内閣府書記官・金子堅太郎に「実業に暗く役に立たない」と酷評される事件があった。

### 北海道庁
1886年（明治19年）、3県は廃止されて北海道庁が設置された。北海道庁官制によって北海道庁長官を他府県の知事に当たる役職とした。同年、博士号を取得して留学から帰国した佐藤昌介が札幌農学校教授に就くと、「米国農学校の景況及び札幌農学校の組織改正の意見」を北海道庁長官岩村通俊に提出し、工学科の新設や実学重視のカリキュラム改訂を主張した。翌年、札幌農学校に工学科が設置された。2期生の広井勇は1889年にドイツ留学から帰国し工学科で教えた。
1890年（明治23年）、北海道庁は総理大臣直下から内務省管轄となり、国家予算の制約を受けるようになる。札幌農学校の予算は削減され、1893年（明治26年）、札幌農学校は文部省直轄へ移行することが決まり、工学科の廃止も決定される。
本科としての工学科は廃止されたものの、北海道における土木技術者の需要から、1897年（明治30年）に専門学校程度の課程として修業年限3年の土木工学科が設置された。これは帝国大学昇格後も維持され、のちに室蘭工業大学の源流の一つとなる。また、1899年に森林科（1905年に林学科へ改組）、1907年に水産学科（現在の北海道大学水産学部）が、いずれも専門学校程度の課程として設置される。
北海道では農業・開拓や国防を担う屯田兵制度が1875年（明治8年）5月から開始されたが、1880年代末には人口が30万人（→都道府県の人口一覧）を越えて開拓に適した土地が少なくなり、かつ炭鉱などの鉱業や流通業が主力産業となって人口が急増し始めた。すると新産業に対応出来ない札幌農学校の卒業生の北海道流出が増え、また志願者も減少する傾向が見られた。そのため、農業以外の高等教育の必要性が高まった。日清戦争の賠償金を元に1897年（明治30年）、京都帝国大学が設置されると、総合大学である帝国大学を北海道にも設置しようとの運動が盛んになった。
札幌農学校では開校初期にはアメリカ出身の教師が多かったこともあり、イギリス・アメリカ風の大農経営・畑作に重点をおく農学が講義されていた。しかし、第1期生の佐藤昌介が米留学中にジョンズ・ホプキンス大学でリチャード・T・イリーのもとで学んだことにより、保護貿易論者のイリーが影響を受けていたドイツ農学や歴史学派経済学の影響が1890年代半ばの農学校で強くなり、次第に中小農経営と米作に重点をおく農学へと学風が転換していった。
校歌『永遠の幸』は、札幌農学校出身の有島武郎が在学中に作詞（旋律はジョージ・フレデリック・ルート作曲の"Tramp!Tramp!Tramp!"を借用）。北海道大学でも引き続き校歌として用いられている。

## カリキュラム
札幌農学校のカリキュラムは、時期によって違いはあるが、農学、英語、数学、化学、物理学、植物学、測量学、土木工学、経済学、英文学、弁論術などにわたる。初代教頭クラークが学長を務めたマサチューセッツ農科大学をモデルとした影響により、農学のみならず、理学、工学、教養主義的な分野にまで及んでいる。
こうしたカリキュラム上の特徴は卒業生の進路にも影響を与え、佐藤昌介（1期生）や新渡戸稲造（2期生）が日本最初期の農学博士となったことはもとより、広井勇（2期生）は土木工学者、宮部金吾（2期生）は植物学者、武信由太郎（4期生）は英語学者、頭本元貞（4期生）は英字新聞『ジャパンタイムズ』の主筆となるなど多岐にわたる。
1886年（明治19年）公布の札幌農学校官制においては、「札幌農学校は北海道庁長官の管理に属し農工に関する学術技芸を教授する所とす」とされ、農学とならび工学も対象であることが学校の目的として示された。
担当する教員は初期にはクラークやホイーラー、ペンハローなど外国人が多かったが、後年には卒業後に札幌農学校に勤めた者も含め日本人が多数を占めるようになる。

### 出身者
3期生には、外務省翻訳官となった斎藤祥三郎がおり、その子斎藤博は駐米大使在任のままアメリカ合衆国で客死した。他に、各市県の知事・市長を歴任した高岡直吉、英語教育者佐久間信恭（第五高等学校、高等師範学校、大阪外国語学校等教師）、北海英語学校（現北海高等学校）設立者大津和多理を輩出した。
4期生には、国粋主義者志賀重昂（しげたか）、『ジャパンタイムズ』主筆頭本元貞、英語青年を創刊した武信由太郎、農商務大臣秘書官等から実業を経て衆議院議員となった早川鉄冶等が出た。

### 歴代校長
- 調所広丈：1876年9月8日 - 1881年2月
- 森源三：1881年2月 - 1886年12月28日
- （事務取扱）佐藤秀顕：1886年12月28日 - 1887年3月10日
- （代理）佐藤昌介：1887年3月22日 - 1888年12月
- 橋口文蔵：1888年12月 - 1891年8月14日
- （心得）佐藤昌介：1891年8月16日 - 1894年4月11日
- 佐藤昌介：1894年4月12日 - 1907年8月31日

## 東北帝国大学農科大学
東北帝国大学農科大学設立までの経緯は「帝国大学」も参照
1899年（明治32年）、札幌区が設置された（この年の年末の札幌区の人口は4万0578人、前年1898年（明治31年）の北海道の人口は76万6900人）。同年、森林科が設置される。この森林科は農学科本科に付属する予科と同じく中学校卒業者を受け入れるもので、専門学校であった。これは1905年（明治38年）には林学科となるが、やはり既設の農学科とは異なって学士の授与能力を持たなかった。この期に乗じて翌1900年（明治33年）、第14回帝国議会において野党から「九州東北帝国大学設置建議案」に続いて「北海道帝国大学設立建議案」が提出された。両建議案は可決され議会の意思が政府に示されたが、建議が法的拘束力を持っていないことや不況期だったことなどから政府は消極的だった。
1901年（明治34年）、他の府県より権限は小さいものの北海道会法によって議会が設置され、北海道地方費法によって「北海道地方費」という名称の法人格を持つ地方自治体となった。これで北海道は「1つの地方で1つの自治体」という特例ながら、国の直轄から自立した。この期に再度「北海道帝国大学設立建議案」が提出され、帝国議会で可決された。しかし、政府はまたも消極的であった。
1903年（明治36年）、札幌農学校は現在の札幌市北区北11条西6丁目（現在の北海道大学教育学部付近）に移転した。この年の年末の札幌区の人口は55,304人、北海道の人口は99万4300人。
日露戦争が終結した1906年（明治39年）6月には、札幌農学校を農科大学に昇格、新設予定の理工科大学と大学予科と合わせて「北海道帝国大学」とする案が文部省に陳情されたが、これは同時期に帝国大学設置を要望していた東北選出の代議士に反発された。この結果、札幌に新設予定だった理科大学を宮城県仙台市に設置することに変更し（仙台理科大学）、札幌と仙台の分科大学を併せて帝国大学とする折衷案を政府に要求することになった。
1907年（明治40年）9月1日、札幌農学校は東北帝国大学農科大学に改称した（勅令236号）。
東北帝国大学は札幌と仙台の分科大学をもって運営される予定であったが、1907年当時の仙台では本部を含めた建物すら建造されていない状態であった。このため、仙台の大学本部並びに理科大学が開設されるまでの間、札幌の農科大学のみで運営することを前提とした「東北帝国大学農科大学官制」を施行することとし、農科大学長の佐藤昌介が東北帝国大学の総長としての職務も代行することとなった。
1907年（明治40年）当時の帝国大学およびその分科大学の立地は以下の通りである。
- 東京帝国大学（本部：東京市）
  - 東京市所在：法・医・工・文・理・農
- 京都帝国大学（本部：京都市）
  - 京都市所在：理工・法・医・文（医の名称は「京都医科大学」）
  - 福岡市所在：医（医の名称は「福岡医科大学」）
- 東北帝国大学（本部予定地：仙台市）※実際の本部設置は1911年以後。
  - 仙台市所在：なし
  - 札幌区所在：農

なお、北海道の教育環境を鑑みて農科大学附属となる高等農林学校程度の大学予科も設置された（帝大の予科は、後に設置された京城帝国大学予科と台北帝国大学予科の3校のみ）。1907年（明治40年）の年末の札幌区の人口は6万6193人、翌1908年（明治41年）の北海道の人口は132万2400人。またこのときすでに存在していた林学科も農科大学附属とされるが、1910年（明治43年）には講座制が適用され、他学科と同等に大学レベルの学科になる。これは東京帝国大学に続き2番目の旧制大学林学科であった。
1908年（明治41年）、有島武郎が英語講師として同農科大学に赴任した。
東北帝国大学農科大学の開校式は、1907年（明治40年）9月11日に挙行されたが、東北帝国大学としての開学式はすべての学年の学生が揃った 1913年9月22日に挙行された。

### 農科大学長
東北帝国大学農科大学時代は、全期間に渡り佐藤昌介が学長を務めた。

## 北海道帝国大学農科大学
1910年（明治43年）、小樽高等商業学校（現在の小樽商科大学）が設置され、北海道で農学と商学という複数の高等教育が受けられるようになった。しかし高等商業学校は大学予科と同レベル（大学予科と小樽高商で定期戦開催）であり、帝国大学とは格差があった。
東北帝国大学では1911年（明治44年）1月に理科大学が設置され、翌1912年（明治45年）4月1日に仙台医学専門学校が医学専門部（後に医科大学）として仙台高等工業学校（1906年（明治39年）設立）が工学専門部として包摂されるなど仙台での東北帝大拡充が続いた。
東北帝国大学理科大学新設と同じ1911年（明治44年）1月に、九州帝国大学が設置された。また同年4月には京都帝国大学の福岡医科大学が九州帝国大学に移管され、工科大学も新設された。
九州では京都帝国大学から独立して分科大学も複数設置されたのに対し、北海道での高等教育は従来の農学以外には広がらず、この時点で東北帝国大学からの独立も実現しなかった。このため北海道帝国大学設立の運動が再燃し、1911年（明治44年）に3度目となる「北海道帝国大学設立建議」が帝国議会にあげられた。採択はされたものの、この期にも北海道帝国大学設立には至らなかった。
その後、第一次世界大戦が始まって日本が好況に入ると風向きが変わり、大学令公布（1918年（大正7年）12月6日）に伴う各帝国大学の分科大学制から学部制への改組に先立って、仙台と札幌に分かれている東北帝国大学は各都市毎に分かれることになった。
1918年（大正7年）4月1日、北海道帝国大学設置。同時に東北帝国大学農科大学が東北帝国大学から分離され、北海道帝国大学に移管された。この年の年末の札幌区の人口は9万3218人、北海道の人口は、帝国大学設置運動が始まった頃の約10倍の204万8600人となっていた。
翌1919年（大正8年）2月、大学令に基づいて北海道帝国大学農科大学は北海道帝国大学農学部に改組され、同時に医学部も設置された。以後、1924年（大正13年）に工学部、1930年（昭和5年）に理学部が設置されるなど、高等教育を拡充して総合大学となっていった。
なお六大都市の大阪市（125万人）や名古屋市（43万人）、あるいは広島市（16万人）や金沢市（13万人）に比べて人口が少ない仙台市（12万人）、札幌区（10万人）、福岡市（9.5万人）に政策的な理由で帝国大学が設置されたため、他の大都市では帝国大学設置運動がその後も続いた（→都道府県庁所在地と政令指定都市の人口順位#1920年（大正9年）の人口順位）。
以後の歴史については北海道大学を参照。
（参考）1920年（大正9年） 国勢調査時点の道内の都市人口順位
1. 函館区　14万4749人
2. 小樽区　10万8113人
3. 札幌区　10万2580人
4. 旭川区　6万1319人
5. 室蘭町　5万6082人
6. 釧路町　3万9392人

## 立地

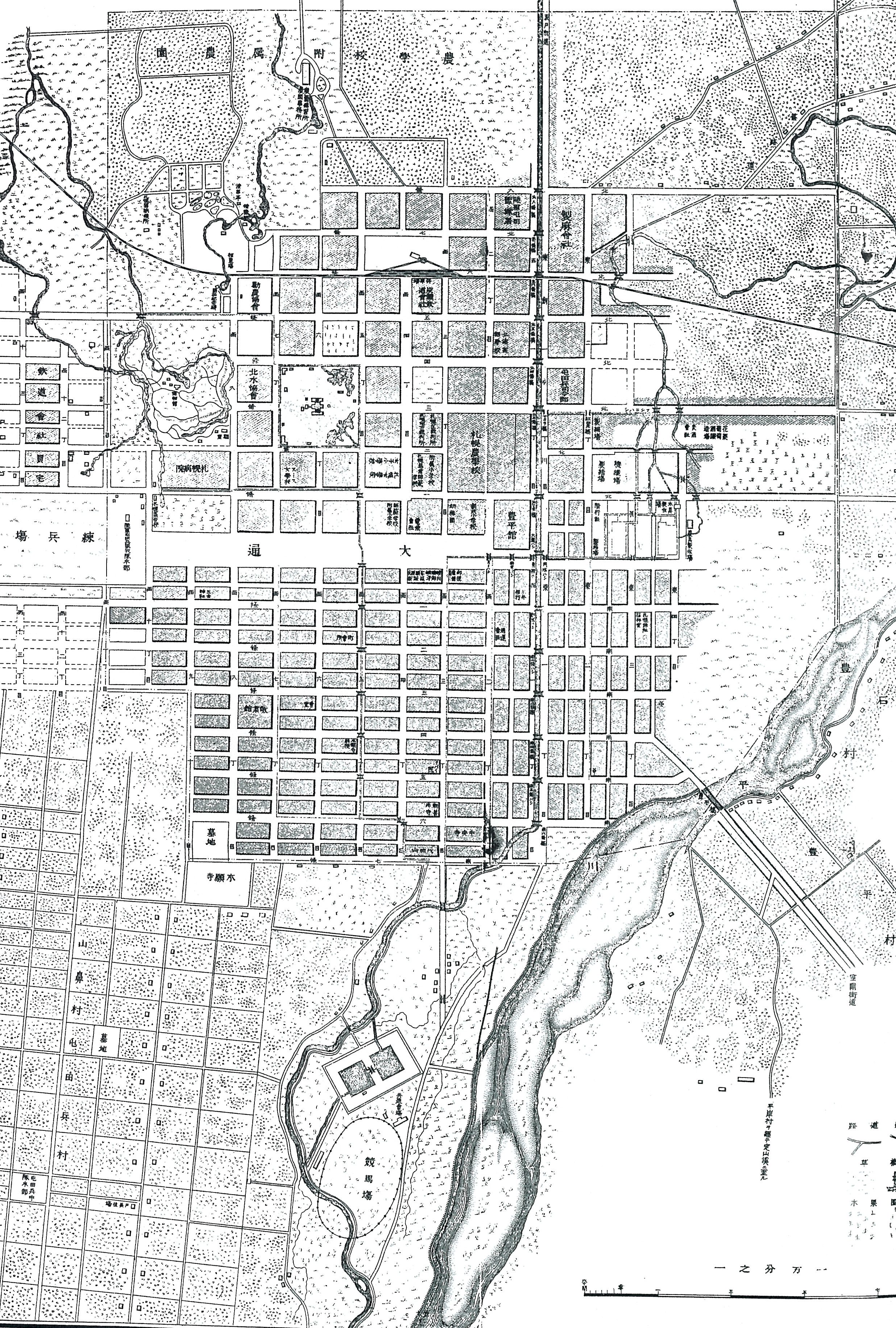
明治24年（1891年）札幌中心部。北1条〜北2条に札幌農学校が見える。現在の北大植物園の位置には「博物館」、現在の北大を含むエリアには「農学校附属農園」と見える。

当初の札幌農学校は、現在の札幌市中央区北1条・北2条の西1丁目・2丁目にまたがる範囲に立地していた。ただし西1丁目の東半分は官宅に充てられた。現在の北2条通りの公道の部分も札幌農学校の敷地内だった。
1903年（明治36年）に札幌農学校は現在の北海道大学札幌キャンパスの位置に移転した。その後道路整備が行われ、元の農学校の敷地内だった所にも北2条通りを延長した。その際、札幌区に移管された演武場（現・札幌市時計台）は北2条通りの延長上に位置していたため、元々寄宿舎のあった、北1条の現在の札幌市時計台の位置に曳家で移動された。

## 現存する建築・施設
札幌農学校時代（1876年〜1907年）に建設・設立ないし他から移管された建築・施設には、北海道大学札幌キャンパスや、キャンパス外の札幌市内に現存するものがある。

### 北海道大学札幌キャンパス内
- 昆虫学及養蚕学教室 - 1901年竣工。国の登録有形文化財。
- 札幌農学校第2農場 - 模範家畜房、 穀物庫（ともに1877年）、種牛舎（1879年）等の建築（重要文化財）が保存されている。
- 守衛室・南門 - 1904年。南門は元の正門。[28]

### 札幌市内
- 植物園 - 1886年開園、現在の北海道大学植物園。2期生で植物学者の宮部金吾が初代園長。園内に農学校時代の建築を持つ[28]。
  - 宮部金吾記念館 - もと札幌農学校の動植物学教室（1901年）、国の登録有形文化財。
  - 博物館本館 - もとは開拓使の博物場（1882年）で、1884年に札幌農学校へ移管された。重要文化財。
  - 博物館事務所 - 1901年竣工。重要文化財。
  - 博物館倉庫 - 1884年。重要文化財。
  - 博物館便所 - 1903年。重要文化財。
- 演武場 - 1878年竣工、現在の札幌市時計台。館内は見学可能で1階に札幌農学校関係の展示が見られる。クラーク像の設置されている2階はPMFのコンサート等にも用いられる。重要文化財。
- 寄宿舎 - 市内厚別区、北海道開拓の村に移築復元。札幌農学校時代の寄宿舎、のちの恵迪寮。

## 校名が題材となった物
- 札幌農学校 - 札幌市の土産菓子。きのとや製造クッキーの商品名。北海道大学公認商品であり、大学構内でも販売される。